# Cheswold
Cheswold è un comune degli Stati Uniti, situata nella Contea di Kent, nello Stato del Delaware. Secondo il censimento del 2000 la popolazione era di 313 abitanti. Appartiene all'area micropolitana di Dover.

## Geografia fisica
Secondo i rilevamenti dello United States Census Bureau, il comune di Cheswold si estende su una superficie totale di 1,1 km², tutti quanti occupati da terre.

## Popolazione
Secondo il censimento del 2000, a Cheswold vivevano 313 persone, ed erano presenti 80 gruppi familiari. La densità di popolazione era di 2816 ab./km². Nel territorio comunale si trovavano 122 unità edificate. Per quanto riguarda la composizione etnica degli abitanti, il 71,57% era bianco, il 12,54% era afroamericano, il 5,11% era nativo e lo 0,32% era asiatico. Il restante 10,88% della popolazione apparteneva ad altre razze o a più di una. La popolazione di ogni razza proveniente dall'America Latina corrispondeva al 10,86% degli abitanti.
Per quanto riguarda la suddivisione della popolazione in fasce d'età, il 30,7% era al di sotto dei 18, il 10,2% fra i 18 e i 24, il 32,3% fra i 25 e i 44, il 15,7% fra i 45 e i 64, mentre infine l'11,2% era al di sopra dei 65 anni di età. L'età media della popolazione era di 30 anni. Per ogni 100 donne residenti vivevano 108,7 maschi.